# Fracking

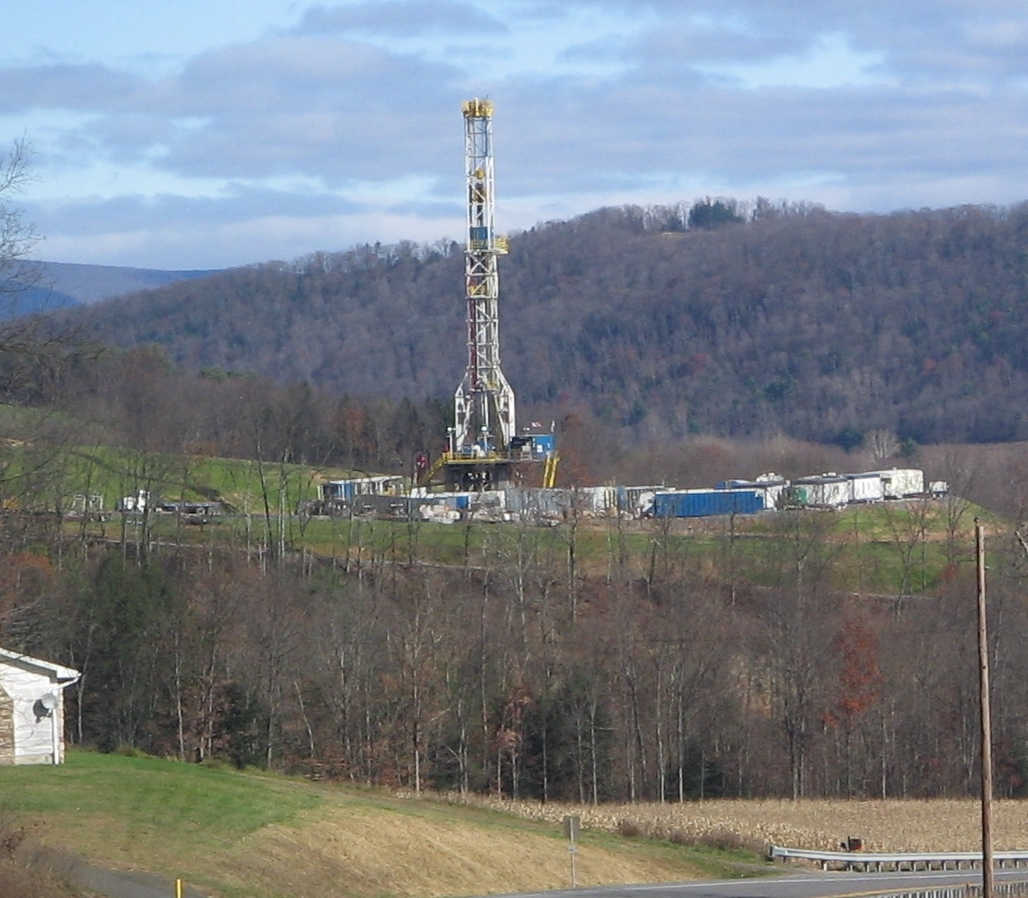
Schaliegasboorinstallatie in Pennsylvania in de Verenigde Staten

Fracking is een methode om onder andere schaliegas en schalieolie uit de diepe ondergrond vrij te maken, door millimetergrote scheurtjes te creëren in het brongesteente waar het gas in opgesloten zit. Dit gebeurt door water, zand en chemicaliën onder hoge druk (400 tot 1000 bar) in een boorput te pompen en kleine explosies te veroorzaken. De ingebrachte zandkorrels gaan in de scheurtjes zitten en houden deze open. Dit maakt het transport van gas of olie naar de boorput mogelijk.
Volgens Britse ramingen zou in 2019 wereldwijd in meer dan 2,5 miljoen putten hydraulische fracturing toegepast zijn.

## Benamingen
In het Nederlands worden veelal benamingen gebruikt die afgeleid zijn van het Engelse fracking, wat een verkorting is van fracturing, kraken, breken, versplinteren. Ook de spelling fraccing komt voor. Voluit spreekt men in het Engels van hydraulic fracturing, hydraulisch versplinteren. Andere benamingen en omschrijvingen zijn hydraulisch forceren van breuken, hydraulische stimulatie, putstimulatie of putperforatie.

## Geschiedenis
Een voorloper van fracking was een experiment uit 1857, toen Preston Barmore bij Canadaway Creek (New York) een buis in een olieput vulde met kruit en een roodgloeiend ijzer in de buis gooide. Er volgde een explosie die het gesteente brak en een stroom van gas liet opborrelen. In 1947 werd een eerste 'Hydrafrac' uitgevoerd in Hugoton Gas Field, Kansas, en in 1949 verwierf Halliburton Oil Well cementing Company een exclusieve licentie voor hydraulische fracking. Olieputten werden behandeld met een combinatie van ruwe olie, benzine, zand, en later ook water en nog meer additieven. Tegen 1968 werd fracking frequent gebruikt in olie- en gasbronnen in de Verenigde Staten, maar de toepassing ervan was beperkt tot minder complexe geologische formaties.
Een doorbraak kwam er met het procedé van de horizontale boringen en andere nieuwe technologieën, waardoor het bereik van putten sterk toenam. Technieken om met fracking aardgas uit schalie te produceren, werden ontwikkeld vanaf het midden van de jaren 1970, en later geperfectioneerd, vooral door het Texaanse bedrijf Mitchell Energy and Development, in 2002 overgenomen door Devon Energy.

## Kritiek
De chemicaliën moeten corrosie voorkomen, de groei van bacteriën remmen en de stromingsweerstand van de bodem verlagen. Uit oogpunt van concurrentie houden winningsmaatschappijen de samenstelling van de chemische cocktail het liefst geheim. De Nederlandse Olie en Gas Exploratie en Productie Associatie (NOGEPA) heeft in 2012 een lijst gepubliceerd met de meest gebruikte chemicaliën, waaronder schadelijke stoffen als het carcinogene benzeen en formaldehyde. Een deel van dit materiaal blijft in de diepte achter. De rest komt, met andere schadelijke stoffen zoals zware metalen en radioactieve stoffen, met het boorspoelsel terug naar de oppervlakte waar het behandeld dient te worden als chemisch afval.
Fracking is omstreden: omwonenden van boorlocaties maken wel melding van vervuiling van het grondwater of een chemische lucht in huis. Exploitanten stellen dat dit niet mogelijk is en dat gas, olie en ingespoten chemicaliën niet uit het gesteente kunnen ontsnappen. De controversiële documentairefilm Gasland is aan deze problematiek gewijd.
In The Compendium…, een uitgebreid gerefereerde meta-analyse van oktober 2023 uit een hele reeks wetenschappelijke rapporten, wijst een groep Amerikaanse gezondheidsprofessionals op de voortdurende en toenemende effecten van de gezondheids- en milieurisico's van fracking. Het groeiende en substantiële corpus van onderzoek onthult fundamentele problemen met de hele levenscyclus van het frackingsproces en de bijbehorende infrastructuur, waaronder pijpleidingen, LNG-terminals, frackzandwinning en gasvuren in huizen.

## Fracking in Nederland
Vanaf de jaren vijftig wordt fracking in Nederland toegepast. Fracking gebeurde in Drenthe voor het eerst in juni 1971 nabij Coevorden. Daarna volgden meer dan honderd gevallen van fracking in Friesland, Groningen en Drenthe.
Sinds 2016 past de NAM fracking toe in een gasveld bij Gramsbergen. In 2019 heeft het Rijk de NAM toestemming gegeven gas middels fracking te winnen in Pieterzijl.
Om te mogen fracken is toestemming nodig van het ministerie van Economische Zaken. Gemeenten en provincies hebben hierbij alleen adviesrecht, waaraan met de Mijnbouwwet in 2002 meer gewicht is toegekend.

## Fracking in Groot-Brittannië
Hydraulische fracking in het Verenigd Koninkrijk begon eind jaren 1970 in conventionele olie- en gasvelden onder de Noordzee, en werd sinds het begin van de jaren 1980 toegepast in ongeveer 200 Britse onshore olie- en gasbronnen. De techniek kwam in de actualiteit toen in 2008 vergunningen werden toegekend voor de exploratie van schaliegas aan land.
In november 2014 kondigde de Britse chemiereus INEOS plannen aan om tot 640 miljoen pond te investeren in de winning van schaliegas door fracking. Het bedrijf was van plan om het gas te gebruiken als grondstof voor zijn chemische installaties in het Schotse Grangemouth. In november 2019 vaardigde de Britse regering echter een moratorium uit op fracking wegens onverzekerbaar aardbevingsrisico. Jim Ratcliffe, de CEO van INEOS, noemde die beslissing “zielig” en afkomstig van mensen “die niet weten waar ze over praten”.

## Fracking in België
In België bestaan vooralsnog geen concrete plannen om via fracking schaliegas aan te boren. Wel zijn er gevorderde plannen van INEOS België om Amerikaans schaliegas in een nieuwe ethaankraker te gaan verwerken tot grondstoffen voor de plasticindustrie.